# Genoa Cricket and Football Club 2008-2009
Questa pagina raccoglie i dati riguardanti il Genoa Cricket and Football Club nelle competizioni ufficiali della stagione 2008-2009.

## Stagione
Per la stagione 2008-09, il Genoa aggiunse al proprio organico il rientrante Diego Milito. L'argentino contribuì, in termini di gol, al buon comportamento del Grifone in campionato: dal capoluogo ligure uscirono sconfitte, tra le altre, il Milan e la Roma. Pur perdendo a Firenze, contro una formazione che sarebbe divenuta la più agguerrita concorrente al quarto posto, i rossoblu conseguirono importanti risultati tra cui le affermazioni sul Napoli e nel derby nonché il pareggio esterno con l'Inter; concluso il girone di andata in quarta piazza, nella fase di ritorno la squadra pareggiò contro i viola l'incontro decisivo per la Champions League.
Nelle giornate successive, la compagine genoana continuò a ben figurare mandando in archivio — tra l'altro — i successi contro la Juventus e nella stracittadina; il pareggio contro il Chievo a due giornate dal termine assicurò la qualificazione europea, mentre il campionato venne chiuso in quinta posizione per via degli scontri diretti con la Fiorentina (che aveva totalizzato gli stessi punti). Fatali per il quarto posto furono le sconfitte contro Lazio e Bologna nelle giornate conclusive.
Il Grifone ritrovò così il palco internazionale dopo 18 anni, ovvero dai tempi di Bagnoli.

## Divise e sponsor
Lo sponsor tecnico per la stagione 2008-2009 è Asics, mentre lo sponsor ufficiale è Eurobet. Lo sponsor ufficiale è al centro della maglia, mentre lo sponsor tecnico e il logo della squadra si trovano al di sopra, rispettivamente sulla destra e sulla sinistra. Sui calzoncini lo stemma è sulla coscia destra, lo sponsor tecnico su quella sinistra. Sui calzettoni lo sponsor tecnico è in posizione centrale.
La divisa casalinga presenta come colori predominanti il rosso e il blu: la maglia sia anteriormente che posteriormente presenta la metà destra di colore rosso e quella sinistra di colore blu, e anche le maniche rispettano ciascuna tale divisione. I calzoncini sono blu con due bande rosse laterali che proseguono sul bordo posteriore inferiore di ciascuna gamba. I calzettoni sono blu anch'essi con due bande verticale rosse che si riuniscono in sommità in una banda orizzontale dello stesso colore. Il numero e il nome sulla maglia sono bianchi così come il numero sui calzoncini posto sulla gamba sinistra.
La divisa da trasferta presenta maglia, pantaloncini e calzettoni di colore bianco. La maglia presenta il girocollo diviso a metà tra rosso e blu, richiamando la divisione della prima maglia, inoltre una doppia banda orizzontale rosso-blu è presente al centro della maglia stessa. I calzettoni presentano le canoniche bande verticali ma stavolta di colore blu, mentre quella orizzontale rimane rossa. Il numero e il nome sulla maglia sono di colore blu mentre il numero sui calzoncini sempre posto sulla gamba sinistra è di color grigio.
La terza divisa presenta maglia a bande verticali bianche e blu, pantaloncini blu con due bande verticali rosse e calzettoni uguali a quelli della divisa da trasferta.

## Organigramma societario
Area direttiva
- Presidente: Enrico Preziosi
- Vice Presidente: Gianni Blondet
- Amministratore Delegato: Alessandro Zarbano
- Direttore Generale: Fabrizio Preziosi

Area organizzativa
- Segretario Generale: Diodato Abagnara
- Responsabile Amministrativo: Fabio Lori
- General Manager: Gino Montella
- Team Manager: Francesco Salucci
- Direttore Sportivo: Stefano Capozucca

Area comunicazione
- Responsabile area comunicazione: Dino Storace

Area marketing
- Responsabile area marketing: Daniele Bruzzone

Area tecnica
- Allenatore: Gian Piero Gasperini
- Allenatore in seconda: Bruno Caneo
- Collaboratori tecnici: Tullio Gritti, Maurizio Venturi
- Preparatori atletici: Alessandro Pilati, Luca Trucchi
- Preparatore dei portieri: Gianluca Spinelli

Area sanitaria
- Responsabile sanitario: Biagio Costantino
- Medico sociale: Marco Stellatelli
- Rieducatore: Paolo Barbero
- Massofisioterapisti: Valerio Caroli, Fabio Della Monica, Mattia Ottonello

## Rosa
Aggiornato al 3 giugno 2009.
| N. |                      | Ruolo | Calciatore                |
| -- | -------------------- | ----- | ------------------------- |
| 1  | Italia (bandiera)    | P     | Eugenio Lamanna           |
| 3  | Italia (bandiera)    | D     | Alessandro Potenza        |
| 3  | Italia (bandiera)    | D     | Leonardo Terigi           |
| 4  | Italia (bandiera)    | D     | Domenico Criscito         |
| 5  | Argentina (bandiera) | C     | Nicolás Domingo           |
| 7  | Italia (bandiera)    | C     | Marco Rossi (capitano)    |
| 8  | Uruguay (bandiera)   | C     | Marcel Román              |
| 8  | Italia (bandiera)    | A     | Niccolò Romero            |
| 9  | Argentina (bandiera) | A     | Luciano Gabriel Figueroa  |
| 10 | Italia (bandiera)    | A     | Raffaele Palladino        |
| 11 | Uruguay (bandiera)   | A     | Rubén Olivera             |
| 13 | Italia (bandiera)    | D     | Matteo Ferrari            |
| 14 | Italia (bandiera)    | A     | Giuseppe Sculli           |
| 15 | Grecia (bandiera)    | D     | Sōkratīs Papastathopoulos |
| 16 | Ghana (bandiera)     | C     | Isaac Cofie               |
| 17 | Serbia (bandiera)    | A     | Boško Janković            |
| 18 | Italia (bandiera)    | A     | Andrea Gasbarroni         |
| 18 | Svizzera (bandiera)  | C     | Carlo Polli               |
| 19 | Italia (bandiera)    | C     | Matteo Paro               |
| 20 | Italia (bandiera)    | C     | Giandomenico Mesto        |
| 21 | Italia (bandiera)    | A     | Davide Di Gennaro         |
| 22 | Argentina (bandiera) | A     | Diego Alberto Milito      |
| 23 | Italia (bandiera)    | C     | Francesco Modesto         |
| 25 | Italia (bandiera)    | D     | Giuseppe Biava            |

| N. |                     | Ruolo | Calciatore               |
| -- | ------------------- | ----- | ------------------------ |
| 26 | Italia (bandiera)   | D     | Salvatore Bocchetti      |
| 27 | Italia (bandiera)   | D     | Matteo D'Alessandro      |
| 28 | Croazia (bandiera)  | C     | Ivan Jurić               |
| 29 | Italia (bandiera)   | D     | Davide Brivio            |
| 30 | Italia (bandiera)   | C     | Stefano Botta            |
| 31 | Italia (bandiera)   | C     | Stephan El Shaarawy      |
| 32 | Italia (bandiera)   | A     | Matteo Perelli Travaglia |
| 33 | Slovenia (bandiera) | C     | Dejan Lazarević          |
| 34 | Italia (bandiera)   | D     | Andrea Signorini         |
| 35 | Tunisia (bandiera)  | D     | Selim Ben Djemia         |
| 39 | Italia (bandiera)   | P     | Stefano Raggio Garibaldi |
| 40 | Camerun (bandiera)  | C     | Louise Parfait           |
| 41 | Italia (bandiera)   | A     | Luigi Scotto             |
| 42 | Italia (bandiera)   | A     | Mattia Ferraro           |
| 43 | Italia (bandiera)   | C     | Loris Damonte            |
| 44 | Italia (bandiera)   | D     | Alessio Grea             |
| 45 | Italia (bandiera)   | C     | Nicholas Costantini      |
| 68 | Belgio (bandiera)   | C     | Anthony Vanden Borre     |
| 73 | Italia (bandiera)   | P     | Alessio Scarpi           |
| 77 | Italia (bandiera)   | C     | Omar Milanetto           |
| 83 | Brasile (bandiera)  | P     | Rubinho                  |
| 88 | Brasile (bandiera)  | C     | Thiago Motta             |
| 90 | Italia (bandiera)   | P     | Mirko Lamantia           |

## Calciomercato

### Sessione estiva(dal 1/7 al 1/9)
| Acquisti | Acquisti                  | Acquisti       | Acquisti                          |
| R.       | Nome                      | da             | Modalità                          |
| -------- | ------------------------- | -------------- | --------------------------------- |
| P        | Gianluca Pegolo           | Mantova        | fine prestito                     |
| P        | Danilo Russo              | Viareggio      | fine prestito                     |
| D        | Giuseppe Biava            | Palermo        | definitivo (1,2 milioni €)        |
| D        | Salvatore Bocchetti       | Frosinone      | compartecipazione (2,1 milioni €) |
| D        | Davide Brivio             | Vicenza        | prestito                          |
| D        | Domenico Criscito         | Juventus       | prestito                          |
| D        | Alessandro Di Maio        | Valenzana      | fine prestito                     |
| D        | Federico Ferrando         | Sangiovannese  | fine prestito                     |
| D        | Matteo Ferrari            | svincolato     |                                   |
| D        | Sōkratīs Papastathopoulos | AEK Atene      | definitivo (3,6 milioni €)        |
| D        | Diego Polenta             | Danubio        | definitivo (1,8 milioni €)        |
| D        | Alessandro Potenza        | Fiorentina     | definitivo (2,1 milioni €)        |
| D        | Andrea Ranocchia          | Arezzo         | compartecipazione (1,8 milioni €) |
| D        | Francesco Renzetti        | Lucchese       | risoluzione comp.                 |
| D        | Mariano Stendardo         | svincolato     |                                   |
| D        | Thiago Pires              | Lugano         | fine prestito                     |
| C        | Stefano Botta             | Cesena         | fine prestito                     |
| C        | José Mamede               | Salernitana    | fine prestito                     |
| C        | Giandomenico Mesto        | Reggina        | compartecipazione (2,9 milioni €) |
| C        | Francesco Modesto         | Reggina        | definitivo (0 milioni €)          |
| C        | Marcel Román              | Peñarol        | definitivo                        |
| A        | Salvatore Aurelio         | Cesena         | fine prestito                     |
| A        | Davide Di Gennaro         | Milan          | compartecipazione (1,4 milioni €) |
| A        | Diogo Tavares             | Lugano         | fine prestito                     |
| A        | Fernando Forestieri       | Siena          | risoluzione comp.                 |
| A        | Andrea Gasbarroni         | Parma          | definitivo (4,3 milioni €)        |
| A        | Abdel Kader Ghezzal       | Crotone        | definitivo (3 milioni €)          |
| A        | Giuseppe Greco            | Rimini         | fine prestito                     |
| A        | Boško Janković            | Palermo        | prestito                          |
| A        | Diego Milito              | Real Saragozza | definitivo (12,5 milioni €)       |
| A        | Rubén Olivera             | Juventus       | prestito                          |
| A        | Raffaele Palladino        | Juventus       | compartecipazione (4,8 milioni €) |
| A        | Steve Pinau               | Monaco         | definitivo (0 milioni €)          |
| A        | Rivaldo González          | Potenza        | fine prestito                     |
| A        | Emanuele Volpara          | Carrarese      | fine prestito                     |

| Cessioni | Cessioni                 | Cessioni     | Cessioni                                      |
| R.       | Nome                     | a            | Modalità                                      |
| -------- | ------------------------ | ------------ | --------------------------------------------- |
| P        | Gianluca Pegolo          | Parma        | prestito                                      |
| P        | Danilo Russo             | Pergocrema   | prestito                                      |
| D        | Cesare Bovo              | Palermo      | risoluzione compartecipazione (4,3 milioni €) |
| D        | Domenico Criscito        | Juventus     | fine prestito                                 |
| D        | Gaetano De Rosa          |              | svincolato                                    |
| D        | Alessandro Di Maio       | Massese      | compartecipazione                             |
| D        | Fabiano                  | Celta Vigo   | prestito                                      |
| D        | Federico Ferrando        | Massese      | compartecipazione                             |
| D        | Tommaso Ghinassi         | Pistoiese    | fine prestito                                 |
| D        | Alessandro Lucarelli     | Parma        | definitivo (0,5 milioni €)                    |
| D        | Andrea Ranocchia         | Bari         | prestito                                      |
| D        | Francesco Renzetti       | AlbinoLeffe  | compartecipazione                             |
| D        | Santos                   | Reggina      | compartecipazione (1 milioni €)               |
| D        | Mariano Stendardo        | Grosseto     | prestito                                      |
| D        | Thiago Pires             | Potenza      | prestito                                      |
| C        | Stefano Botta            | Vicenza      | prestito                                      |
| C        | Danilo Sacramento        | Ponte Preta  | fine prestito                                 |
| C        | Abdoulay Konko           | Siviglia     | definitivo (8,2 milioni €)                    |
| C        | Emmanuel Jorge Ledesma   | QPR          | prestito                                      |
| C        | José Mamede              | Potenza      | prestito                                      |
| C        | Mirko Martucci           | SPAL         | prestito                                      |
| C        | Matías Masiero           | Pisa         | prestito                                      |
| C        | Silvano Raggio Garibaldi | Pisa         | prestito                                      |
| C        | Gianluca Spitoni         | Carrarese    | prestito                                      |
| C        | Giacomo Zappacosta       | Pro Patria   | prestito                                      |
| A        | Salvatore Aurelio        | Crotone      | prestito                                      |
| A        | Marco Borriello          | Milan        | risoluzione compartecipazione (6,7 milioni €) |
| A        | Davide Di Gennaro        | Reggina      | prestito                                      |
| A        | Marco Di Vaio            | Bologna      | prestito                                      |
| A        | Diogo Tavares            | Frosinone    | compartecipazione                             |
| A        | Umberto Eusepi           | Ancona       | prestito                                      |
| A        | Fernando Forestieri      | Siena        | prestito                                      |
| A        | Abdel Kader Ghezzal      | Siena        | definitivo                                    |
| A        | Giuseppe Greco           | Pisa         | prestito                                      |
| A        | Julio César de León      | Parma        | definitivo (1,9 mln €)                        |
| A        | Steve Pinau              | Hibernian    | prestito                                      |
| A        | Rivaldo González         | SPAL         | prestito                                      |
| A        | Emanuele Volpara         | Lucchese     | definitivo                                    |
| A        | Wilson                   | Sport Recife | prestito                                      |

### Sessione invernale(dal 7/1 al 2/2)
| Acquisti | Acquisti               | Acquisti | Acquisti      |
| R.       | Nome                   | da       | Modalità      |
| -------- | ---------------------- | -------- | ------------- |
| C        | Emmanuel Jorge Ledesma | QPR      | fine prestito |
| A        | Fernando Forestieri    | Siena    | fine prestito |
| A        | Matías Masiero         | Pisa     | fine prestito |

| Cessioni | Cessioni               | Cessioni     | Cessioni                 |
| R.       | Nome                   | a            | Modalità                 |
| -------- | ---------------------- | ------------ | ------------------------ |
| D        | Davide Brivio          | Vicenza      | fine prestito            |
| D        | Alessandro Potenza     | Catania      | comproprietà (1,3 mln €) |
| C        | Nicolás Domingo        | River Plate  | fine prestito            |
| C        | Emmanuel Jorge Ledesma | Salernitana  | prestito                 |
| C        | Marcel Román           | Frosinone    | prestito                 |
| A        | Tiziano Di Nunzio      | Poggibonsi   | prestito                 |
| A        | Fernando Forestieri    | L.R. Vicenza | prestito                 |
| A        | Andrea Gasbarroni      | Torino       | comproprietà (0,7 mln €) |

### Operazioni esterne alle sessioni
| Acquisti | Acquisti     | Acquisti   | Acquisti |
| R.       | Nome         | da         | Modalità |
| -------- | ------------ | ---------- | -------- |
| C        | Thiago Motta | svincolato |          |

| Cessioni | Cessioni                 | Cessioni     | Cessioni |
| R.       | Nome                     | a            | Modalità |
| -------- | ------------------------ | ------------ | -------- |
| A        | Luciano Gabriel Figueroa | Boca Juniors | prestito |

## Risultati

### Serie A

#### Girone di andata
| Arbitro: | Girardi (San Donà di Piave) |

|             |           |  |
| Mascara 61’ | Marcatori |  |

| Arbitro: | Rocchi (Firenze) |

|                                |           |  |
| Sculli 30’ Milito 90+1’ (rig.) | Marcatori |  |

| Arbitro: | Gava (Conegliano) |

|                     |           |            |
| Cavani 39’ Bovo 58’ | Marcatori | 90’ Milito |

| Arbitro: | Brighi (Cesena) |

|                           |           |              |
| Sculli 4’ Milito 61’, 87’ | Marcatori | 28’ De Rossi |

| Arbitro: | Rosetti (Torino) |

|               |           |  |
| Gilardino 61’ | Marcatori |  |

| Arbitro: | Dondarini (Finale Emilia) |

|                                               |           |                      |
| Papastathopoulos 44’ Palladino 52’ Milito 73’ | Marcatori | 1’ Lavezzi 75’ Denis |

| Arbitro: | Ayroldi (Molfetta) |

|           |           |  |
| Biava 20’ | Marcatori |  |

| Milano 26 ottobre 2008, ore 15:00 UTC+1 8ª giornata | Inter          | 0 – 0 referto | Genoa | Stadio Giuseppe Meazza (62.224 spett.)\| Arbitro: \| Orsato (Schio) \| |
| Arbitro:                                            | Orsato (Schio) |               |       |                                                                        |

| Arbitro: | Valeri (Roma) |

|                                       |           |            |
| Papastathopoulos 25’ Thiago Motta 55’ | Marcatori | 66’ Bianco |

| Arbitro: | Tagliavento (Terni) |

|                                       |           |                              |
| D'Agostino 4’ (rig.) Quagliarella 78’ | Marcatori | 64’ (rig.) Milito 68’ Sculli |

| Arbitro: | Pierpaoli (Firenze) |

|                                        |           |  |
| Milito 54’ (rig.), 74’, 90’ Sculli 81’ | Marcatori |  |

| Arbitro: | Rocchi (Firenze) |

|                                                                  |           |                   |
| Grygera 6’ Amauri 26’ Iaquinta 85’ Papastathopoulos 90+1’ (aut.) | Marcatori | 89’ (rig.) Milito |

| Arbitro: | Mazzoleni (Bergamo) |

|          |           |            |
| Dabo 80’ | Marcatori | 69’ Milito |

| Arbitro: | Velotto (Grosseto) |

|            |           |             |
| Sculli 55’ | Marcatori | 63’ Di Vaio |

| Arbitro: | Farina (Novi Ligure) |

|  |           |            |
|  | Marcatori | 50’ Milito |

| Arbitro: | Giannoccaro (Lecce) |

|            |           |              |
| Sculli 86’ | Marcatori | 17’ Floccari |

| Arbitro: | Celi (Campobasso) |

|  |           |                |
|  | Marcatori | 89’ R. Olivera |

| Arbitro: | Damato (Barletta) |

|                                         |           |  |
| Biava 18’ Janković 48’ Thiago Motta 84’ | Marcatori |  |

| Arbitro: | Pinzani (Empoli) |

|  |           |                           |
|  | Marcatori | 68’ Janković 90+2’ Sculli |

#### Girone di ritorno
| Arbitro: | Banti (Livorno) |

|            |           |              |
| Milito 73’ | Marcatori | 67’ Martínez |

| Arbitro: | Gervasoni (Mantova) |

|             |           |            |
| Beckham 33’ | Marcatori | 87’ Milito |

| Arbitro: | Trefoloni (Siena) |

|              |           |  |
| Criscito 88’ | Marcatori |  |

| Arbitro: | Rocchi (Firenze) |

|                                              |           |  |
| Cicinho 26’ Vučinić 47’ Júlio Baptista 90+2’ | Marcatori |  |

| Arbitro: | Rizzoli (Bologna) |

|                                                  |           |                             |
| Thiago Motta 12’ Palladino 38’ Milito 56’ (rig.) | Marcatori | 60’ (rig.), 80’, 90+3’ Mutu |

| Arbitro: | Orsato (Schio) |

|  |           |              |
|  | Marcatori | 69’ Janković |

| Siena 1º marzo 2009, ore 15:00 UTC+1 26ª giornata | Siena             | 0 – 0 referto | Genoa | Stadio Artemio Franchi (14.059 spett.)\| Arbitro: \| Damato (Barletta) \| |
| Arbitro:                                          | Damato (Barletta) |               |       |                                                                           |

| Arbitro: | Morganti (Ascoli Piceno) |

|  |           |                              |
|  | Marcatori | 2’ Ibrahimović 61’ Balotelli |

| Arbitro: | Gervasoni (Mantova) |

|  |           |                |
|  | Marcatori | 85’ R. Olivera |

| Arbitro: | Ayroldi (Molfetta) |

|                         |           |  |
| Sculli 59’ Milito 90+3’ | Marcatori |  |

| Arbitro: | Orsato (Schio) |

|  |           |                  |
|  | Marcatori | 77’ Thiago Motta |

| Arbitro: | Rocchi (Firenze) |

|                                       |           |                                   |
| Thiago Motta 29’, 45+3’ Palladino 88’ | Marcatori | 45’ (rig.) Del Piero 84’ Iaquinta |

| Arbitro: | Saccani (Mantova) |

|  |           |            |
|  | Marcatori | 65’ Zárate |

| Arbitro: | Orsato (Schio) |

|                              |           |  |
| Di Vaio 15’ (rig.) Terzi 25’ | Marcatori |  |

| Arbitro: | Morganti (Ascoli Piceno) |

|                        |           |                  |
| Milito 30’, 73’, 90+3’ | Marcatori | 45+3’ Campagnaro |

| Arbitro: | Rosetti (Torino) |

|           |           |              |
| Valdés 9’ | Marcatori | 90’ Criscito |

| Arbitro: | Tagliavento (Terni) |

|                                  |           |                          |
| Milito 58’ (rig.) R. Olivera 71’ | Marcatori | 35’ Pinzi 85’ Pellissier |

| Arbitro: | Saccani (Mantova) |

|                                    |           |                                       |
| I. Franceschini 40’ R. Bianchi 49’ | Marcatori | 32’ (rig.), 89’ Milito 48’ R. Olivera |

| Arbitro: | Tozzi (Lido di Ostia) |

|                                           |           |                |
| Janković 22’ Criscito 52’ Milito 56’, 67’ | Marcatori | 32’ Tiribocchi |

### Coppa Italia

#### Turni eliminatori
| Arbitro: | Mazzoleni (Bergamo) |

|                                   |           |             |
| R. Olivera 19’, 44’ Milanetto 77’ | Marcatori | 45’ Passoni |

| Arbitro: | Marelli (Como) |

|                   |           |               |
| Milito 82’, 90+3’ | Marcatori | 58’ Pettinari |

#### Fase finale
| Arbitro: | Gava (Conegliano) |

|                                            |           |              |
| Adriano 75’ Cambiasso 99’ Ibrahimović 114’ | Marcatori | 79’ M. Rossi |

## Statistiche

### Statistiche di squadra
Statistiche aggiornate al 31 maggio 2009.
| Competizione | Punti | In casa | In casa | In casa | In casa | In casa | In casa | In trasferta | In trasferta | In trasferta | In trasferta | In trasferta | In trasferta | Totale | Totale | Totale | Totale | Totale | Totale | DR  |
| Competizione | Punti | G       | V       | N       | P       | Gf      | Gs      | G            | V            | N            | P            | Gf           | Gs           | G      | V      | N      | P      | Gf     | Gs     | DR  |
| ------------ | ----- | ------- | ------- | ------- | ------- | ------- | ------- | ------------ | ------------ | ------------ | ------------ | ------------ | ------------ | ------ | ------ | ------ | ------ | ------ | ------ | --- |
| Serie A      | 68    | 19      | 12      | 5       | 2       | 39      | 19      | 19           | 7            | 6            | 6            | 17           | 20           | 38     | 19     | 11     | 8      | 56     | 39     | +17 |
| Coppa Italia |       | 2       | 2       | -       | -       | 5       | 2       | 1            | -            | -            | 1            | 1            | 3            | 3      | 2      | -      | 1      | 6      | 5      | +1  |
| Totale       |       | 21      | 12      | 54      | 2       | 44      | 21      | 20           | 7            | 6            | 7            | 18           | 23           | 41     | 21     | 11     | 7      | 62     | 44     | +18 |

### Andamento in campionato
| Giornata  | 1  | 2 | 3  | 4 | 5  | 6  | 7 | 8 | 9 | 10 | 11 | 12 | 13 | 14 | 15 | 16 | 17 | 18 | 19 | 20 | 21 | 22 | 23 | 24 | 25 | 26 | 27 | 28 | 29 | 30 | 31 | 32 | 33 | 34 | 35 | 36 | 37 | 38 |
| --------- | -- | - | -- | - | -- | -- | - | - | - | -- | -- | -- | -- | -- | -- | -- | -- | -- | -- | -- | -- | -- | -- | -- | -- | -- | -- | -- | -- | -- | -- | -- | -- | -- | -- | -- | -- | -- |
| Luogo     | T  | C | T  | C | T  | C  | C | T | C | T  | C  | T  | T  | C  | T  | C  | T  | C  | T  | C  | T  | C  | T  | C  | T  | T  | C  | T  | C  | T  | C  | C  | T  | C  | T  | C  | T  | C  |
| Risultato | P  | V | P  | V | P  | V  | V | N | V | N  | V  | P  | N  | N  | V  | N  | V  | V  | V  | N  | N  | V  | P  | N  | V  | N  | P  | V  | V  | V  | V  | P  | P  | V  | N  | N  | V  | V  |
| Posizione | 16 | 8 | 16 | 8 | 13 | 10 | 9 | 8 | 7 | 7  | 7  | 8  | 8  | 7  | 6  | 6  | 6  | 5  | 4  | 4  | 4  | 4  | 5  | 5  | 5  | 5  | 5  | 4  | 4  | 4  | 4  | 4  | 5  | 5  | 5  | 5  | 5  | 5  |

Legenda:

Luogo: C = Casa; T = Trasferta. Risultato: V = Vittoria; N = Pareggio; P = Sconfitta.

### Statistiche dei giocatori
| Giocatore           | Serie A  | Serie A | Serie A     | Serie A    | Coppa Italia | Coppa Italia | Coppa Italia | Coppa Italia | Totale   | Totale | Totale      | Totale     |
| Giocatore           | Presenze | Reti    | Ammonizioni | Espulsioni | Presenze     | Reti         | Ammonizioni  | Espulsioni   | Presenze | Reti   | Ammonizioni | Espulsioni |
| ------------------- | -------- | ------- | ----------- | ---------- | ------------ | ------------ | ------------ | ------------ | -------- | ------ | ----------- | ---------- |
| G. Biava            | 29       | 2       | 12          | 1          | 3            | -            | 1            | 1            | 32       | 2      | 13          | 2          |
| S. Bocchetti        | 32       | -       | 7           | -          | 2            | -            | -            | -            | 34       | -      | 7           | -          |
| S. Botta            | -        | -       | -           | -          | -            | -            | -            | -            | -        | -      | -           | -          |
| D. Brivio           | 1        | -       | -           | -          | 1            | -            | -            | -            | 2        | -      | -           | -          |
| D. Criscito         | 35       | 3       | 8           | -          | 2            | -            | -            | -            | 37       | 3      | 8           | -          |
| M. D'Alessandro     | -        | -       | -           | -          | -            | -            | -            | -            | -        | -      | -           | -          |
| D. Di Gennaro       | 1        | -       | -           | -          | -            | -            | -            | -            | 1        | -      | -           | -          |
| N. Domingo          | -        | -       | -           | -          | 1            | -            | -            | -            | 1        | -      | -           | -          |
| S. El Shaarawi      | 1        | -       | -           | -          | -            | -            | -            | -            | 1        | -      | -           | -          |
| M. Ferrari          | 32       | -       | 6           | 2          | 2            | -            | -            | -            | 34       | -      | 6           | 2          |
| L. Figueroa         | -        | -       | -           | -          | 1            | -            | -            | -            | 1        | -      | -           | -          |
| A. Gasbarroni       | 10       | -       | -           | -          | 1            | -            | -            | -            | 11       | -      | -           | -          |
| B. Janković         | 25       | 4       | 3           | -          | 1            | -            | -            | -            | 26       | 4      | 3           | -          |
| I. Jurić            | 33       | -       | 12          | 1          | 2            | -            | 2            | -            | 35       | -      | 14          | 1          |
| E. Lamanna          | -        | -       | -           | -          | -            | -            | -            | -            | -        | -      | -           | -          |
| G. Mesto            | 28       | -       | 4           | -          | 3            | -            | -            | -            | 31       | -      | 4           | -          |
| O. Milanetto        | 26       | -       | 3           | 1          | 2            | 1            | 1            | -            | 28       | 1      | 4           | 1          |
| D. Milito           | 31       | 24      | 2           | -          | 1            | 2            | -            | -            | 32       | 26     | 2           | -          |
| F. Modesto          | 14       | -       | -           | -          | 2            | -            | -            | -            | 16       | -      | -           | -          |
| R. Olivera          | 20       | 4       | 7           | -          | 3            | 2            | -            | -            | 23       | 6      | 7           | -          |
| R. Palladino        | 28       | 3       | 2           | -          | 2            | -            | -            | -            | 30       | 3      | 2           | -          |
| S. Papastathopoulos | 21       | 2       | 4           | 1          | 2            | -            | -            | -            | 23       | 2      | 4           | 1          |
| M. Paro             | -        | -       | -           | -          | -            | -            | -            | -            | -        | -      | -           | -          |
| A. Potenza          | 5        | -       | 1           | -          | -            | -            | -            | -            | 5        | -      | 1           | -          |
| M. Román            | 1        | -       | -           | -          | 1            | -            | -            | -            | 2        | -      | -           | -          |
| M. Rossi            | 30       | -       | 4           | 1          | 2            | 1            | -            | -            | 32       | 1      | 4           | 1          |
| Rubinho             | 37       | -24     | 2           | -          | 1            | -1           | -            | -            | 38       | -25    | 2           | -          |
| A. Scarpi           | 2        | -1      | -           | -          | 2            | -4           | -            | -            | 4        | -5     | -           | -          |
| G. Sculli           | 35       | 8       | 5           | 1          | 3            | -            | -            | -            | 38       | 8      | 5           | 1          |
| Thiago Motta        | 27       | 6       | 9           | -          | -            | -            | -            | -            | 27       | 6      | 9           | -          |
| A. Vanden Borre     | 25       | -       | 3           | -          | 2            | -            | -            | -            | 27       | -      | 3           | -          |

## Giovanili

### Organigramma societario
Area direttivo - sanitaria
- Direttore sportivo: Mario Donatelli
- Responsabile: Michele Sbravati
- Segretario: Luigi Curradi
- Segretario settore preagonistico: Luigi Pinna
- Collaboratore segreteria: Carlo Mantero
- Tutor scolastico: Anaclerio Sauro
- Responsabile sanitario: Marco Stellatelli

Area tecnica - Primavera
- Allenatore: Luca Chiappino
- Collaboratore tecnico: Augusto Podestà
- Preparatore atletico: Rocco Manganaro
- Preparatore dei portieri: Luca De Prà
- Team manager: Antonio Bartoluppi

Area tecnica - Berretti
- Allenatore: Rocco De Marco
- Preparatore atletico: Claudio Alberini
- Preparatore dei portieri: Luca De Prà
- Team manager: Massimo Traverso

Area tecnica - Allievi Nazionali
- Allenatore: Vincenzo Torrente
- Preparatore atletico: Simone Fornari
- Preparatore dei portieri: Gianfranco Gagliardi
- Team manager: Mario Gaggero

Area tecnica - Allievi Regionali
- Allenatore: Fabio Rossi
- Collaboratore tecnico: Marco Enrico Lupi
- Preparatore atletico: Simone Fornari
- Preparatore dei portieri: Gianfranco Gagliardi
- Team manager: Roberto Boni

Area tecnica - Giovanissimi Nazionali
- Allenatore: Sidio Corradi
- Collaboratore tecnico: Paolo Testa, Cristiano Francomacaro
- Preparatore dei portieri: Gianfranco Gagliardi
- Team manager: Roberto Boni

Area tecnica - Giovanissimi Regionali
- Allenatore: Franco Lucido
- Collaboratore tecnico: Maurizio Vacca
- Preparatore dei portieri: Gianfranco Gagliardi
- Team manager: Luca Azzarelli

Area tecnica - Esordienti 1996
- Allenatore: Andrea Bianchi
- Collaboratore tecnico: Vincenzo Stragapede, Emanuele Crespi
- Preparatore atletico: Simone Fornari
- Preparatore dei portieri: Mauro Bianco
- Team manager: Enrico Tringale

Area tecnica - Esordienti 1997
- Allenatore: Giovanni Battista Ferrera
- Collaboratore tecnico: Dabio Barabino, Mauro Casaleggio
- Preparatore atletico: Simone Fornari
- Preparatore dei portieri: Mauro Bianco
- Team manager: Giovanni Castagnola, Mauro Scarso

Area tecnica - Pulcini A 1998
- Allenatore: Igor Bugli
- Preparatore atletico: Simone Fornari
- Preparatore dei portieri: Mauro Bianco
- Team manager: Giovanni Milani, Massimo Campanella

Area tecnica - Pulcini B 1999-2000
- Allenatore: Mario Marzi
- Collaboratore tecnico: Emiliano Carozzino
- Preparatore dei portieri: Mauro Bianco
- Team manager: Carlo Bantero, Andrea Ottonello